# John Brantley
John Brantley IV (3 de março de 1989) é um jogador de futebol americano dos Estados Unidos da América, que atua na posição de quarterback. Em 2012, foi contratado como não-draftado pelo Baltimore Ravens, mas foi dispensado antes do início da temporada regular. Atualmente, é free agent.